# Одемба, Мириам
Мириам Одемба (суахили Miriam Odemba; 19 февраля 1983, Аруша, Танзания) — танзанийская модель.

## Биография

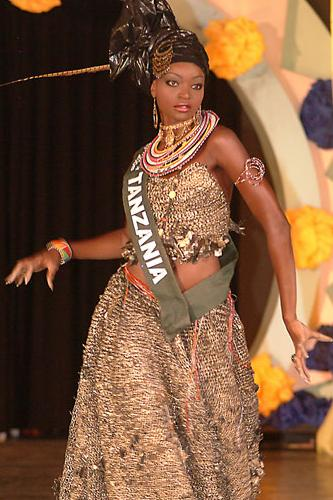
Мириам Одемба на внутреннем конкурсе национальных костюмов «Мисс Земля 2008»

Модельную карьеру начала в раннем возрасте, стала популярной в 1997 году, когда завоевала титул «Мисс Темеке». В 1999 году приняла участие в конкурсе красоты «Мисс Восточная Африка», где заняла второе место. В возрасте 16 лет была выбрана в качестве Elite Model Look Tanzania и участвовала в конкурсе Elite Model Look 1999 в Ницце, Франция, войдя в число 17 лучших, а также получила эксклюзивный контракт с Elite Model Management в Нью-Йорке.
В 2001 году южноафриканское модельное агентство G3 отстранило её от работы из-за набора лишнего веса и отказа соблюдать строгую диету.
В 2007 г. стала «Мисс Танзания».
Представляла Танзанию на конкурсе красоты «Мисс Земля 2008», заняла второе место и была коронована как «Мисс Воздух 2008».
Выступление Одембы представляет собой лучшее достижение, когда-либо достигнутое Танзанией в истории международного конкурса «Мисс Земля». Мириам Одемба также выиграла титул «Мисс Поклонница».

## Внешний вид
- Рост: 177
- Бюст: 85
- Талия: 66
- Бедра: 96
- Размер обуви: 41
- Глаза: темно-карие
- Волосы: чёрные